# Sternoclyta cyanopectus
O beija-flor-de-peito-anil, conhecido também como colibri-de-barra-violeta (nome científico: Sternoclyta cyanopectus) é uma espécie de ave apodiforme pertencente à família dos troquilídeos, que inclui os beija-flores. É o único representante do gênero Sternoclyta, que é monotípico. Por sua vez, também é, consequentemente, a espécie-tipo deste gênero. Pode ser encontrada em altitudes entre 700 e 2000 metros, distribuindo-se desde o centro-oeste da Venezuela até a Colômbia.

## Etimologia
O nome científico deste gênero deriva da aglutinação de dois termos derivados do grego antigo, sendo elas as palavras, respectivamente: o substantivo στέρνον, stérnon, utilizado para descrever a região do peito, ou tórax das aves, dentro desse contexto; adicionado de outro termo: κλυτός, klytós, um adjetivo que descreve algo "magnífico, esplêndido". O epíteto específico desta ave se refere à coloração azul-turquesa, que foi descrita como "ciano", da região peitoral do animal. O que indica que seu nome binomial se baseia em suas características fisiológicas. A maioria dos beija-flores e um número significativo de outras espécies de aves também receberam seus nomes por meio de traços e características marcantes.
Seus nomes comuns na língua portuguesa, em seus dialetos brasileiro e europeu, também se baseiam em características físicas: "beija-flor-de-peito-anil" atribui a tonalidade do peito do beija-flor como mais azul, ao que "colibri-de-barra-violeta" afirma a coloração mais púrpura para o mesmo local, porém com outro nome.

## Descrição
Os espécimes do beija-flor-de-peito-anil possuem em torno de 11,4 até os 13 centímetros de comprimento, tornando-os em troquilíneos relativamente grandes; e pesam entre 7 até 9,4 gramas no caso dos machos, e no caso das fêmeas, entre 4 até 10,3 gramas. Ambos os sexos têm bico preto ligeiramente curvilíneo, onde o dos machos é mais longo, e uma pequena mancha branca atrás do olho. O macho adultos possui partes superiores verdes-brilhantes. O gorjal apresenta a cor verde-esmeralda brilhante com uma mancha de azul-violeta brilhante abaixo no peito. O restante da parte inferior é amarelo acinzentado com manchas verde-douradas nos flancos. Sua cauda, por sua vez, e mais bronzeada, com pequenas pontas brancas nas penas externas. As fêmeas adultas também têm plumagem verde-brilhante nas suas partes superiores. Enquanto as partes inferiores são principalmente acinzentadas com manchas verdes no abdômen, ao que a parte ao centro do abdômen é ruivo. Os beija-flores juvenis se assemelham à fêmea adulta.

## Sistemática
Este gênero foi introduzido primeiramente no ano de 1858, assim como sua única espécie, pelo ornitólogo inglês John Gould, que construiu sua carreira através de ilustrações científicas de beija-flores. O ornitólogo descreveria a espécie em seu catálogo de espécies e monografias de troquilídeos, a partir de um espécime oriundo da Venezuela, em uma fazenda próxima de Camburi Grande, La Guaira. Único representante de seu gênero, este se classifica um monotipo, com sua única espécie sendo espécie-tipo. Uma proposta para reclassificar esta espécie dentro de Eugenes foi apresentada, porém não foi reconhecida por nenhum identificador taxonômico internacional. Em 2007, um estudo reclassificaria esta espécie na tribo Lampornithini, em uma classificação atualizada da subfamília Trochilinae. Não foi reconhecida qualquer subespécie para o beija-flor-cauda-de-tesoura.

## Distribuição e habitat
Grande parte do alcance do beija-flor-de-peito-anil se encontra ao norte e ao oeste da Venezuela. Pode ser encontrado na cordilheira Costeira ao leste do estado de Miranda e, a partir daí, a sudoeste nos Andes dos estados de Lara, Mérida e Táchira e, ligeiramente no departamento de Norte de Santander na Colômbia. A espécie habita principalmente as florestas e bosques subtropicais úmidos e parcialmente pelas aberturas criadas por deslizamentos de terra e pela queda de árvores por influência humana ou não. O beija-flor-de-peito-anil também ocorre em florestas secundárias maduras e plantações de café. Em altitude, varia do nível do mar aos 2000 metros acima deste, embora a sua ocorrência se torne muito mais frequente a partir de 700 metros.

## Comportamento
O beija-flor-de-peito-anil é uma espécie de beija-flor sedentária, não realizando nenhum tipo de migração sazonal de elevação.

### Alimentação
O beija-flor-de-peito-anil, comumente, procura pelo néctar nas profundezas da floresta, geralmente em sub-bosque denso e frequentemente pelas ravinas úmidas e matagais de Heliconia. Defende canteiros de flores e nunca se reúne com outros beija-flores em grandes eventos de floração.

### Reprodução
A época de reprodução do beija-flor-de-peito-anil vai de março a julho no estado de Lara e, também, entre novembro e dezembro em outras partes de sua área de distribuição. O beija-flor constrói um ninho que se assemelha à uma xícara, geralmente numa forquilha de galho, mas, às vezes, em videiras ou samambaias, e normalmente cerca de dois metros acima do solo. Este ninho é feito de fibras vegetais macias com uma camada externa de musgo, escamas de samambaias e líquen. A fêmea incuba a ninhada de dois ovos por uma média de cerca de 20 dias e a emplumação se inicia cerca de 26 dias após a eclosão.

### Vocalização
O canto principal do beija-flor-de-peito-anil é descrito como uma "série de notas agudas de 'chit!... chit!... chit!...'". Outra canção é "uma série de notas 'chip' e 'weet' junto de alguns trinados curtos e estridentes". Enquanto forrageia, faz "notas de altas lascadas e staccato".

## Estado de conservação
A Lista Vermelha de Espécies Ameaçadas, publicada pela IUCN, considerou esta espécie como um táxon "pouco preocupante". No entanto, possui um alcance restrito e seu tamanho e tendência populacional são desconhecidos. Nenhuma ameaça imediata foi identificada. Ocorre em algumas áreas protegidas. É considerado "[localmente] comum [e] parece prontamente aceitar um segundo crescimento e habitats artificiais.